# Rita Mae Brown
Pour les articles homonymes, voir Brown.
Rita Mae Brown, née le 28 novembre 1944 à Hanover en Pennsylvanie, est une militante, une scénariste et une écrivaine américaine, auteure de romans et de romans policiers. 

## Biographie
Née en 1944, Rita Mae Brown passe son enfance en Floride et étudie dans les années 1960 à l'université de Floride. Après avoir déménagé à New York, elle fréquente l'université de New York dont elle sort diplômée en anglais et en littérature classique. Elle obtient plus tard, également, un diplôme en cinématographie de la New York School of Visual Arts.
À partir de la fin des années 1960, Rita Mae Brown défend activement plusieurs causes : les droits civiques aux États-Unis, le pacifisme, la libération des homosexuels, ou encore le féminisme. Elle est l'une des membres fondatrices de la Ligue homophile estudiantine (Student Homophile League) et participe aux émeutes de Stonewall à New York. Elle occupe un poste administratif dans la toute nouvelle Organisation nationale des femmes (National Organization for Women - NOW), dont elle a pourtant démissionné en février 1970 à la suite de remarques homophobes de la première présidente de NOW, Betty Friedan, et des efforts de NOW pour prendre ses distances vis-à-vis des organisations lesbiennes. « Le simple mot "lesbienne" peut déclencher une crise cardiaque collective dans le comité exécutif » dira-t-elle à propos de NOW. Au début des années 1970, elle participe à la création de The Furies, un journal féministe lesbien qui affirme que l'hétérosexualité est à l'origine de toute oppression,.
Après plusieurs recueils de poésie, elle publie en 1973 un roman drôle, enjoué, partiellement auto-biographique nommé Rubyfruit Jungle (publié en français sous le titre Molly Mélo) qui évoque la fondation des mouvements de libération des femmes et des homosexuels, et qui lance sa carrière littéraire. D'autres romans suivent évoquant notamment le sexisme ainsi que le militantisme : In Her Day, Six of One (en), Southern Discomfort, Bingo, etc.
Elle signe en 1982 le scénario d'un film d'horreur, Slumber Party Massacre, qui se veut initialement une parodie du genre - mais les producteurs préfère le traiter au premier degré. Elle enchaîne ensuite en écrivant plusieurs scénarios pour la télévision ainsi qu'un documentaire sur Mary Pickford.
Après plusieurs romans, elle entame en 1990 une série de romans policiers dont l'héroïne principale est Mary Minor Harry Harristeen, postière d'une petite ville de Virginie vivant avec ses deux chattes et sa chienne. La particularité de cette série policière est que Rita Mae Brown la cosigne avec sa chatte tigrée Sneaky Pie Brown qui aurait d'après la légende signée seule le livre de cuisine Sneaky Pie's Cookbook for Mystery Lovers.
En 2000, elle commence une nouvelle série de romans policiers dont le fil rouge est une société de chasse au renard en Virginie. Elle vit d'ailleurs depuis 2004 non loin de Charlottesville, en Virginie.

### Vie privée
Rita Mae Brown a vécu entre autres avec l'actrice et écrivaine Fannie Flagg,, la joueuse de tennis Martina Navrátilová,, ou encore la députée Elaine Noble (en).

## Principales publications

### Poésie
- «Dancing the shout to the true gospel or The song movement sisters don't want me to sing» inclus dans une anthologie de 1970 :  Sisterhood Is Powerful: An Anthology of Writings from the Women's Liberation Movement, éditée par Robin Morgan.
- The Hand That Cradles the Rock (1971).
- Songs to a Handsome Woman (1973).

### Romans, essais et ouvrages auto-biographique
- The Hand (1971)
- Rubyfruit Jungle (1973) Publié en français sous le titre Molly Mélo, traduction de Sophie Durand, Paris, Albin Michel, 1978
- In Her Day (1976)
- A Plain Brown Rapper (1976)
- Six of One
- Southern Discomfort
- Sudden Death (1983)
- High Hearts (1986)
- Bingo
- Starting from Scratch: A Different Kind of Writer's Manual (1988)
- Venus Envy (1993)
- Dolley: A Novel of Dolley Madison in Love and War (1994)
- Riding Shotgun (1996)
- Rita Will: Memoir of a Literary Rabble-Rouser (1997)
- Loose Lips (2000)
- Alma Matter (2001)
- I'd Kill for That (2004) (avec une dizaine d'auteurs dont Lisa Gardner, Anne Perry et Kathy Reichs)

### Romans policiers

#### SérieJane Arnold
- Outfoxed (2000)
- Hotspur (2002)
- Full Cry (2003)
- The Hunt Ball (2005)
- The Hounds and the Fury (2006)
- The Tell-tale Horse (2007)
- Hounded to Death (2008)
- Fox Tracks (2012)
- Let Sleeping Dogs Lie (2014)
- Crazy Like a Fox (2017)
- Homeward Hound (2018)
- Scarlet Fever (2019)

#### SérieMrs Murphy, avec Sneaky Pie Brown
- Wish You Were Here (1990) Publié en français sous le titre À vos souhaits, traduction d'Agathe Moitessier, Paris, Librairie des Champs-Élysées, Le Masque no 2238, 1995
- Rest in Pieces (1992) Publié en français sous le titre Morceaux choisis, traduction de Jean-Claude Lullien, Paris, Librairie des Champs-Élysées, Le Masque no 2186, 1994
- Murder at Monticello (1994) Publié en français sous le titre Meurtre à Monticello, traduction de Laure Du Breuil, Paris, Librairie des Champs-Élysées, Le Masque no 2289, 1996
- Pay Dirt (1995) Publié en français sous le titre Un filon juteux, traduction de Jean-Claude Lullien, Paris, Librairie des Champs-Élysées, Le Masque no 2331, 1997
- Murder, She Meowed (1996) Publié en français sous le titre Miauler n'est pas tuer, traduction de Jean-Claude Lullien, Paris, Librairie des Champs-Élysées, Le Masque no 2381, 1998
- Murder on the Prowl (1998) Publié en français sous le titre Morts avant l'heure, traduction de Jean-Claude Lullien, Paris, Librairie des Champs-Élysées, Le Masque no 2426, 1999
- Cat on the Scent (1999)
- Pawing Through the Past (2000)
- Claws and Effect (2001) Publié en français sous le titre Coups de griffes, traduction de Julien Retaillaud, Paris, Librairie des Champs-Élysées, Le Masque no 2477, 2003
- Catch as Cat Can (2002)
- The Tail of the Tip-Off (2003)
- Whisker of Evil (2004)
- Cat's Eyewitness (2005)
- Sour Puss (2006)
- Puss 'n Cahoots (2007)
- The Purrfect Murder (2008)
- Santa Clawed (2008)
- Cat of the Century (2010)
- Hiss of Death (2011)
- The Big Cat Nap (2012)
- Sneaky Pie for President (2012)
- The Litter of the Law (2013)
- Nine Lives to Die (2014)
- Tail Gait (2015)
- Tall Tail (2016)
- A Hiss Before Dying (2017)
- Probable Claws (2018)
- Whiskers in the Dark (2019)
- Furmidable Foes (2020)
- Claws for Alarm (2021)

## Filmographie

### Comme scénariste
- 1982 : Slumber Party Massacre d'Amy Holden Jones
- 1982 : I Love Liberty
- 1985 : The Long Hot Summer de Stuart Cooper
- 1986 : Détours amoureux (My Two Loves) de Noel Black
- 1990 : Rich Men, Single Women d'Elliot Silverstein
- 1993 : The Woman Who Loved Elvis de Bill Bixby
- 1997 : Mary Pickford: A Life on Film d'Hugh Munro Neely

### Comme auteur adapté
- 1989 : Me & Rubyfruit de Sadie Benning
- 1998 : Mrs. Murphy mène l'enquête (Murder She Purred: A Mrs. Murphy Mystery) de Simon Wincer

## Citations
- « Insanity is doing the same thing over and over again and expecting different results. », soit « La folie consiste à faire la même chose encore et encore et à attendre des résultats différents. », dans Sudden Death[7]. Cette citation est célèbre, mais souvent attribuée à tort à Albert Einstein.